# Nintendo Research & Development 1
Nintendo Research & Development 1 (jap. 任天堂開発第一部, Nintendō kaihatsu dai-ichi-bu, dt. „Nintendo-Entwicklungsabteilung 1“, kurz meist Nintendo R&D1 genannt) war die älteste Spieleentwicklungsabteilung des japanischen Videospielkonzerns Nintendo. Das Studio wurde Anfang der 1970er Jahre gegründet und von Gunpei Yokoi geleitet. R&D1 entwickelte mit Metroid, Ice Climber  und Wario Land einige der bedeutendsten Spielreihen von Nintendo.
R&D1 verschaffte sich eine enge Beziehung mit Hardwareentwickler Intelligent Systems und arbeitete anfangs mit diesem an einigen Projekten. Neben Videospielen entwickelte R&D1 den erfolgreichen, im Jahr 1989 erschienenen Game Boy. Für diese Konsole entwickelten sie das Spiel Super Mario Land und erfanden den Charakter Wario.
Nach Gunpei Yokois Rücktritt im Jahr 1996 wurde R&D1 von Takehiro Izushi geleitet. Im Jahr 2005 wurde die Abteilung im Rahmen einer Konzern-Umstrukturierung geschlossen. Die meisten Angestellten wurden Nintendo Software Planning & Development zugewiesen.

## Spiele
| - Computer Othello - Donkey Kong - Donkey Kong 3 - Donkey Kong Jr. - Head On N - Heli Fire - Vs. Ice Climber - Mario Bros. - Monkey Magic - Popeye - Radar Scope - SF-Hisplitter - Sheriff - Sheriff 2 - Space Fever - Space Firebird - Space Launcher - Ball - Balloon Fight (Crystal Screen) - Balloon Fight (Wide Screen) - Black Jack - Bomb Sweeper (Multi Screen) - Boxing (Micro Vs. System) - Chef (Wide Screen) - Climber (Crystal Screen) - Climber (Wide Screen) - CrabGrab (Super Color) - Donkey Kong (Multi Screen) - Donkey Kong 3 (Micro Vs. System) - Donkey Kong Hockey (Micro Vs. System) - Donkey Kong II (Multi Screen) - Donkey Kong Jr (Panorama) - Donkey Kong Jr. (Wide Screen) - Donkey Kong Jr. (Tabletop) - Egg (Wide Screen) - Fire - Fire (Wide Screen) - Fire Attack (Wide Screen) - Flagman - Gold Cliff (Multi Screen) - Greenhouse (Multi Screen) - Helmet - Judge (Green Version) - Judge (Purple Version) - Lifeboat (Multi Screen) - Lion - Manhole - Manhole (Wide Screen) - Mario Bros. (Multi Screen) - Mario the Juggler (Wide Screen) - Mario's Bombs Away (Panorama) - Mario's Cement Factory (Tabletop) - Mario's Cement Factory (Wide Screen) - Mickey & Donald (Multi Screen) - Mickey Mouse (Panorama) - Mickey Mouse (Wide Screen) - Octopus (Wide Screen) - Oil Panic (Multi Screen) - Parachute (Wide Screen) - Pinball (Multi Screen) - Popeye (Tabletop) - Popeye (Wide Screen) - Punch-Out!! (Micro Vs. System) - Rain Shower (Multi Screen) - Safebuster (Multi Screen) - Snoopy (Panorama) - Snoopy (Tabletop) - Spitball Sparky (Super Color) - Squish (Multi Screen) - Super Mario Bros. (Crystal Screen) - Super Mario Bros. (Wide Screen) - Super Mario Bros. (YM-901 Special Edition) - Tropical Fish (Wide Screen) - Turtle Bridge (Wide Screen) - Vermin - Zelda (Multi Screen) | - Balloon Fight - Baseball - Clu Clu Land - Devil World - Donkey Kong - Donkey Kong 3 - Donkey Kong Jr. - Dr. Mario - Duck Hunt - Excitebike - Ginga no Sannin - Gumshoe - Gyromite - Hogan's Alley - Ice Climber - Kid Icarus - Mario Bros. - Metroid - Stack Up - Tennis - Tetris - Tetris 2 - Urban Champion - Volleyball - Wario's Woods - Wrecking Crew - Yoshi's Cookie - Famicom Grand Prix: F-1 Race - Famicom Grand Prix II: 3D Hot Rally - Famicom Tantei Club: Kieta Kōkeisha - Famicom Tantei Club Part II: Ushiro ni Tatsu Shōjo - Ice Climber - Kid Icarus - Metroid - Battle Clash - BS Tantei Club: Yuki ni Kieta Kako - Famicom Tantei Club Part II: Ushiro ni Tatsu Shōjo - Mario Paint - Metal Combat: Falcon's Revenge - Panel de Pon - Super Metroid - Super Play Action Football - Super Scope 6 - Wrecking Crew '98 - Yoshi’s Safari - Alleyway - Balloon Kid - Dr. Mario - Game Boy Gallery - Kaeru no Tame ni Kane wa Naru - Kid Icarus: Of Myths and Monsters - Kirby's Block Ball - Metroid II: Return of Samus - Qix - Radar Mission - Solar Striker - Super Mario Land - Super Mario Land 2: 6 Golden Coins - Tetris - Wario Land: Super Mario Land 3 - Wario Land II - Mario Clash - Mario's Tennis - Virtual Boy Wario Land - Teleroboxer - Wario Land II - Wario Land 3 - Metroid Fusion - Metroid: Zero Mission - Wario Land 4 - WarioWare, Inc.: Mega Microgames! - Nintendo Puzzle Collection - WarioWare, Inc.: Mega Party Game$ |